# Алашское дело
Алашское дело (каз. Алаш ісі) — массовые репрессии с 1928 года против членов партии «Алаш». После ареста им предъявлялись обвинения в участии в вооруженной борьбе против советской власти в целях её свержения, ведении националистической пропаганды, связи с иностранными государствами, борющимися против СССР. В апреле 1930 года около 40 человек были приговорены к различным срокам заключения, к расстрелу (замененному заключением на 10 лет). В их числе: Ахмет Байтурсынов, Мыржакып Дулатов, Мырзагазы Есполов, Халел Габбасов, Газымбек Беремжанов и другие. В ссылку были отправлены Халел и Жаханша Досмухамедовы, Магжан Жумабаев, Елдес Омаров, Ибрагим Сатбаев, Абуали Адилов, Абдолла Узакбаев. Находились под следствием Мухтар Ауэзов, Уалихан Омаров, Билял Сулеев, Алимхан Ермеков, Даниял Ыскаков, которые позднее были освобождены.